# Андрієвський сільський округ (Мамлютський район)
Андрі́євський сільський округ (каз. Андреев ауылдық округі, рос. Андреевский сельский округ) — адміністративна одиниця у складі Мамлютського району Північноказахстанської області Казахстану. Адміністративний центр — село Андрієвка.
Населення — 795 осіб (2021; 1121 у 2009, 1757 у 1999, 1761 у 1989).
Станом на 1989 рік існувала Андрієвська сільська рада (села Андрієвка, Бостандик, Владимировка) у складі Бішкульського району.

## Склад
До складу округу входять такі населені пункти:
| Населений пункт    | Старі назви | Населення, осіб (1989) | Населення, осіб (1999) | Населення, осіб (2009) | Населення, осіб (2021) |
| ------------------ | ----------- | ---------------------- | ---------------------- | ---------------------- | ---------------------- |
| Андрієвка, село    | -           | 863                    | 838                    | 611                    | 540                    |
| Бостандик, село    | -           | 538                    | 583                    | 372                    | 214                    |
| Владимировка, село | -           | 360                    | 336                    | 138                    | 41                     |